# Jüdischer Friedhof (Burgpreppach)

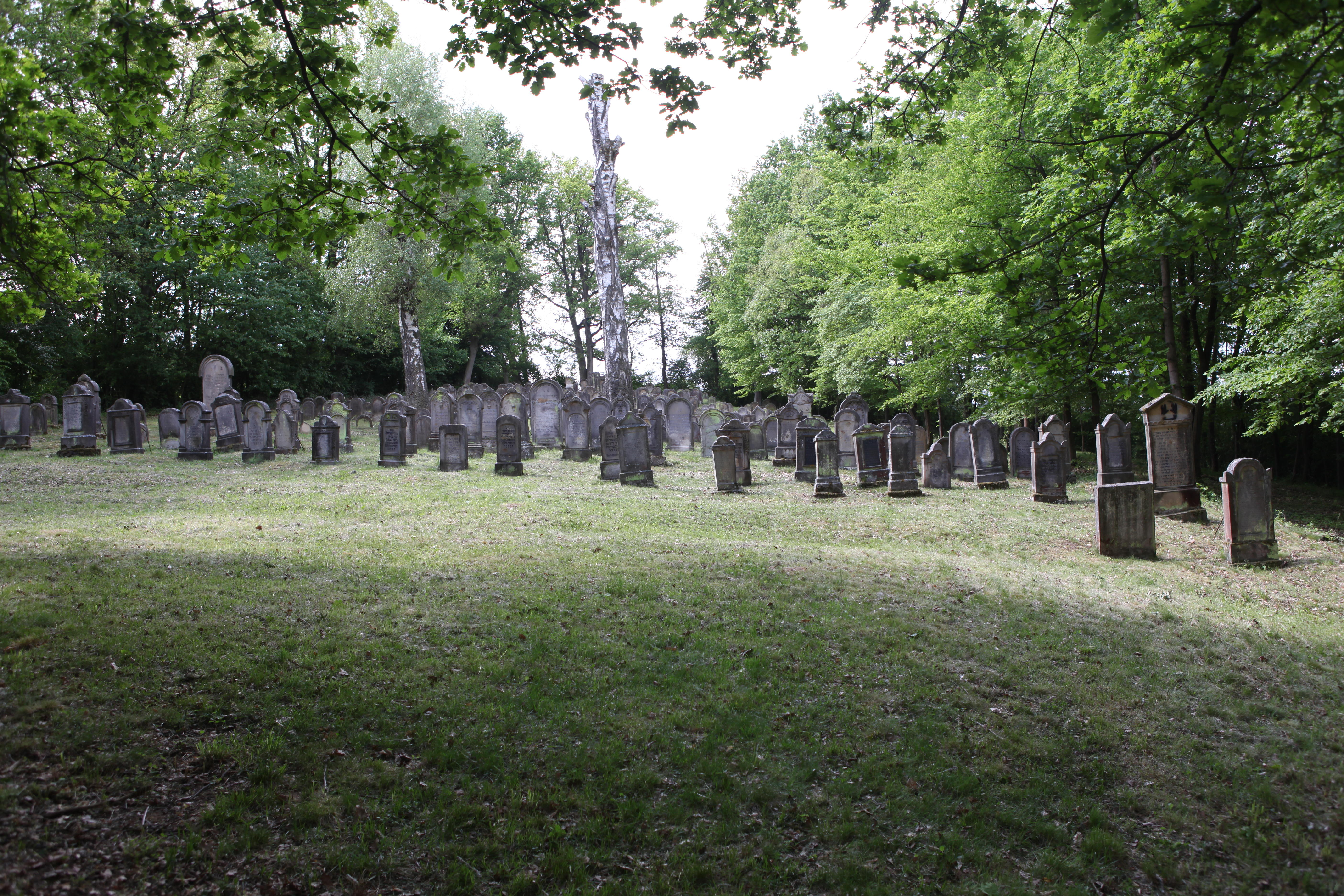
Jüdischer Friedhof Burgpreppach

Der Jüdische Friedhof Burgpreppach im unterfränkischen Burgpreppach, einem Markt im Landkreis Haßberge, befindet sich südlich von Burgpreppach. 
Der Friedhof umfasst 27 Ar und enthält noch 397 Grabsteine (Mazewot). Der älteste erhaltene Grabstein datiert aus den Jahren 1710 bis 1714. Die ältesten Grabsteine sind am weitesten vom Eingangstor entfernt.

## Geschichte
Zunächst wurden die verstorbenen Juden von Burgpreppach auf dem jüdischen Friedhof in Ebern bestattet. Im Jahre 1708 gestattete die Grundherrschaft von Fuchs den Juden von Burgpreppach, einen eigenen Friedhof anzulegen. Beerdigungen fanden auf dem Friedhof bis zum 25. September 1939 statt; an diesem Tag wurde Jakob Hirschmann bestattet.